# 鹿児島県道50号牧園薩摩線
鹿児島県道50号牧園薩摩線（かごしまけんどう50ごう まきぞのさつません）は、鹿児島県霧島市から薩摩郡さつま町に至る県道（主要地方道）である。

## 概要

### 路線データ
- 起点：鹿児島県霧島市牧園町宿窪田（国道223号交点）
- 終点：鹿児島県薩摩郡さつま町永野（永野IC、国道504号交点）
- 総延長：22.627 km[1]

## 歴史
- 1993年（平成5年）5月11日 - 建設省から、県道牧園薩摩線が牧園薩摩線として主要地方道に指定される[2]。

## 路線状況

### 重複区間
- 鹿児島県道55号栗野加治木線（霧島市横川町中ノ - 霧島市横川町中ノ・横川二石田交差点）

## 地理

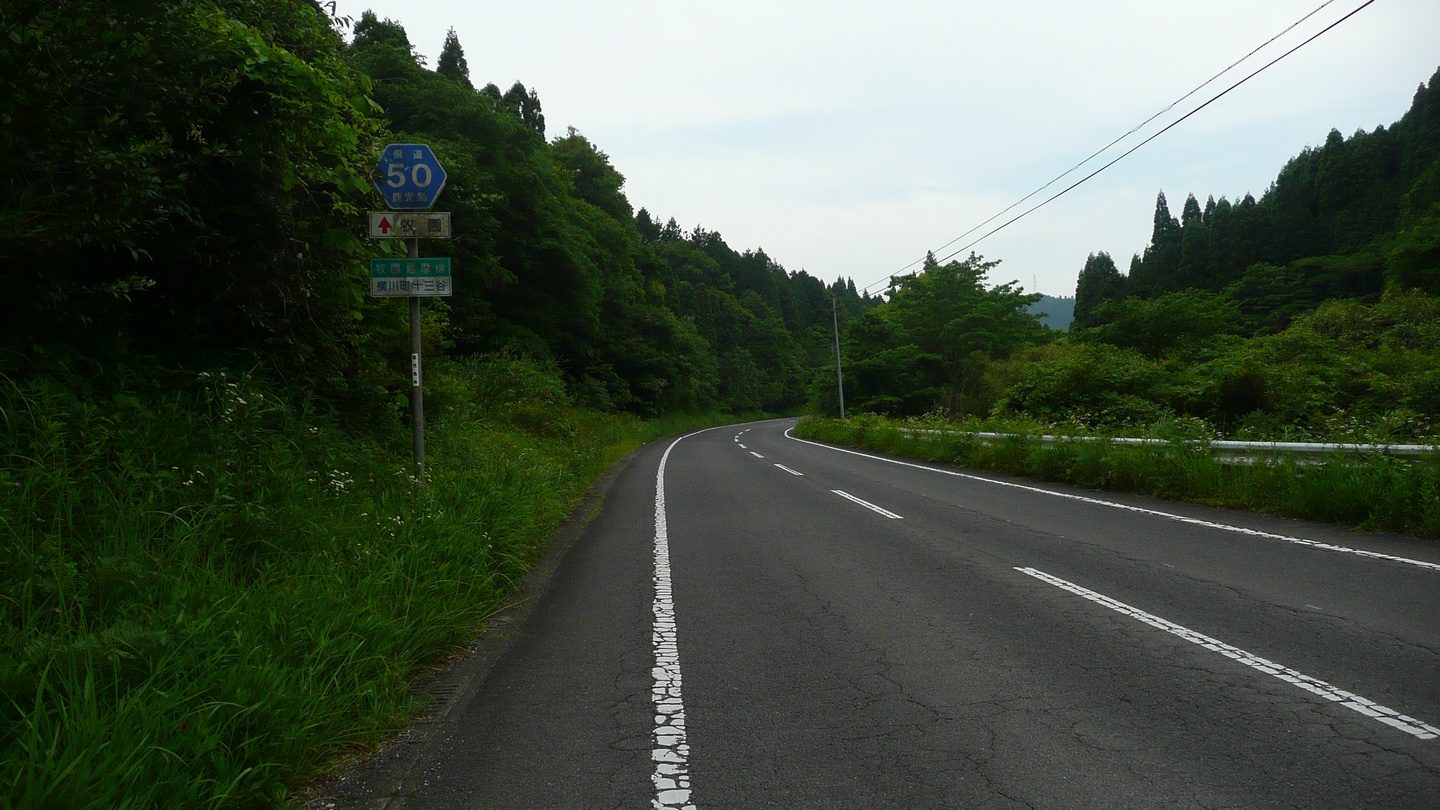
霧島市横川町十三峠（牧園方面）

### 通過する自治体
- 霧島市
- 薩摩郡さつま町

### 交差する道路
| 交差する道路                            | 市町村名 | 市町村名 | 交差する場所 | 交差する場所     |
| --------------------------------------- | -------- | -------- | ------------ | ---------------- |
| 国道268号                               | 霧島市   | 霧島市   | 牧園町宿窪田 | 起点             |
| 鹿児島県道445号紫尾田牧園線             | 霧島市   | 霧島市   | 牧園町宿窪田 |                  |
| 鹿児島県道55号栗野加治木線 重複区間起点 | 霧島市   | 霧島市   | 横川町中ノ   |                  |
| 鹿児島県道55号栗野加治木線 重複区間終点 | 霧島市   | 霧島市   | 横川町中ノ   | 横川二石田交差点 |
| 鹿児島県道445号紫尾田牧園線             | 霧島市   | 霧島市   | 横川町上ノ   |                  |
| 鹿児島県道446号十三谷重富線             | 霧島市   | 霧島市   | 横川町上ノ   |                  |
| 国道504号 / 北薩横断道路                | 薩摩郡   | さつま町 | 永野         | 永野IC / 終点    |

### 交差する鉄道
- 肥薩線

### 沿線
- 霧島市立牧園小学校（霧島市牧園町宿窪田）
- JR九州肥薩線
  - 霧島温泉駅（霧島市牧園町宿窪田） - 植村駅（県霧島市横川町中ノ）
- 霧島市立横川小学校（霧島市横川町中ノ）